# Liste der Monuments historiques in Pressigny (Haute-Marne)
Die Liste der Monuments historiques in Pressigny führt die Monuments historiques in der französischen Gemeinde Pressigny auf.

## Liste der Immobilien
| Bezeichnung               | Beschreibung           | Standort               | Kennzeichnung | Schutzstatus | Datum | Bild |
| ------------------------- | ---------------------- | ---------------------- | ------------- | ------------ | ----- | ---- |
| Kirche St-Pierre-ès-Liens | ab dem 13. Jahrhundert | Rue de l’Église (Lage) | PA00079191    | Classé       | 1929  |      |

## Liste der Objekte
| Bezeichnung                                     | Beschreibung                          | Standort                                | Kennzeichnung | Schutzstatus | Datum | Bild |
| ----------------------------------------------- | ------------------------------------- | --------------------------------------- | ------------- | ------------ | ----- | ---- |
| Skulpturengruppe Heiliger Josef mit Jesusknaben | Holz, farbig gefasst, 17. Jahrhundert | in der Kirche St-Pierre-ès-Liens (Lage) | PM52001119    | Classé       | 1966  |      |
| Skulptur eines heiligen Papstes                 | Holz, farbig gefasst, 17. Jahrhundert | in der Kirche St-Pierre-ès-Liens (Lage) | PM52001120    | Classé       | 1966  |      |
| Skulptur Madonna mit Kind                       | Holz, farbig gefasst, 17. Jahrhundert | in der Kirche St-Pierre-ès-Liens (Lage) | PM52001121    | Classé       | 1966  |      |